# Muter
Als Muter oder Muther bezeichnete man im Bergbau den ersten Finder eines Minerals, der für eine bestimmte Lagerstätte das Bergwerkseigentum beantragte. Abgeleitet wurde der Name von dem Begriff Muten, was so viel wie „förmlich um etwas ersuchen“ bedeutet. Ein Muter war also jemand, der im Bergbau förmlich um die Verleihung einer Fundgrube oder einer Maßen ersuchte.

## Formalitäten
Die Voraussetzung, damit ein Muter überhaupt tätig werden konnte, war der Besitz eines gültigen Schürfscheines. Dieser Schürfschein wurde durch das Bergamt ausgestellt. Erst durch den Schürfschein erhielt ein Bergmann die Genehmigung, auf fremdem Grund und Boden nach Bodenschätzen zu suchen. Nach den alten Berggesetzen konnte der sogenannte Bergbaulustige, sobald er eine Lagerstätte entblößt hatte, für diese dann die Mutung einlegen. Dazu musste er einen sogenannten Muthzettel in zweifacher Ausführung bei der zuständigen Behörde einreichen, diese war nach den alten Berggesetzen entweder das Bergamt oder das Berggericht. Mit Inkrafttreten des Allgemeinen Berggesetzes für die preußischen Staaten musste dieses beim Oberbergamt erfolgen. Nach der sächsischen Bergordnung von 1851 hatte der Muter nach einer gültigen Mutung einen rechtlichen Anspruch auf die Verleihung des von ihm gemuteten Grubenfeldes. In einigen Berggesetzen gab es auch das Finderecht, dieses wurde dann später, insbesondere im österreichischen Berggesetz, abgeschafft. Die Mutung wurde dann je nach Bergrevier entweder durch den Bergmeister oder den Bergvogt bestätigt. War der Muter aus Kostengründen nicht in der Lage, das verliehene Grubenfeld allein zu betreiben, so musste er zusammen mit anderen Bergbaulustigen eine Gewerkschaft bilden.

## Lagerstättensuche
Die Lagerstättensuche erfolgte in der Regel durch gezielte Schürfarbeiten. Es war aber auch möglich, dass ein Grundbesitzer rein zufällig auf seinem Grund und Boden eine Lagerstätte fand. Dann hatte er in einigen Bergbaurevieren das Recht, innerhalb von acht Tagen als Finder von seinem Vorrecht Gebrauch zu machen. Fand ein Bergbautreibender in seiner eigenen Grube ein neues Mineral, so konnte er auch hierfür eine Mutung einlegen. Bis zur Mitte des 18. Jahrhunderts war es sogar gang und gäbe, Lagerstätten durch Rutengehen oder Rutenschlagen mittels einer Wünschelrute zu erkunden. Hierfür wurden oftmals spezielle Wünschelrutengänger angeheuert, um den genauen Platz der Lagerstätte zu finden. Das Schürfen nach den Bodenschätzen unternahm dann wieder der Schürfer. Eine weitere Möglichkeit der Lagerstättensuche war das Muten bereits bestehender Grubenfelder. Wenn eine Zeche nicht bergmännisch bebaut wurde, konnte sie auf Antrag eines neuen Muters durch Freifahrung wieder frei gemacht werden. Auch Zechen, die aufgrund von Nichtzahlung der Rezessgelder ins Bergfreie gefallen waren, konnte ein neuer Muter muten.